# Jamiatul Falah

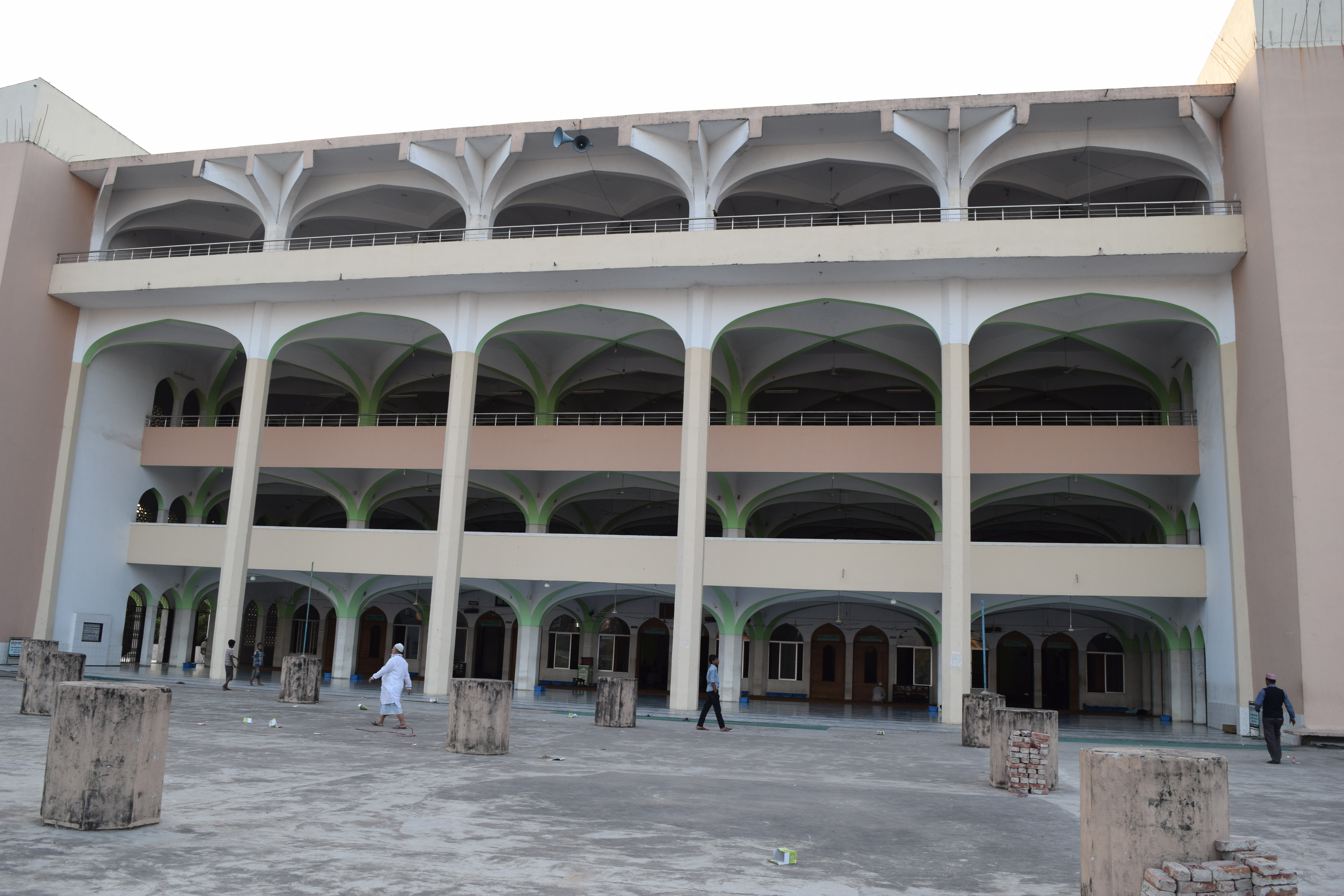
Jamiatul Falah Mosque

Die Jamiatul Falah Mosque oder Baitul Falah (bengalisch জমিয়াতুল ফালাহ) ist die größte Moschee in Chittagong, Bangladesch. Sie hat Platz für 5.000 Gläubige.

## Geographie
Das Gebäude liegt an der Südseite des WASA Square. Im Osten der Moschee schließt sich ein großes ʿĪdgāh (Festplatz) an, auf welchem zwei der drei größten Veranstaltungen zum Fest des Fastenbrechens (Eid al-Fitr) und zum Islamischen Opferfest (Eid al-Adha) in der Stadt veranstaltet werden.

## Verwaltung
Die Moschee wird von der Chittagong City Corporation verwaltet. 2021 war der Chatīb (Freitagsprediger) der Moschee Syed Mohammad Abu Taleb Alauddin Al-Kaderi.